# Trichosurus johnstonii
Trichosurus johnstonii é uma espécie de marsupial da família Phalangeridae. Endêmica da Austrália.